# 羽田幼児教育専門学校
簡野学園羽田幼児教育専門学校（はねだようじきょういくせんもんがっこう）は、東京都大田区本羽田にある私立専門学校。国家資格である幼稚園教諭二種免許及び保育士資格の両者を卒業と同時に取得できる（専門士称号付与校。文部科学大臣・厚生労働大臣認可校）。2年課程の女子校。
1973年に「蒲田保育専門学校」として設立され、2022年に現校名に変更された。

## 設置学科
- 幼稚園教諭・保育士養成科（女子 全日制 2年課程）

## 取得できる資格
- 幼稚園教諭二種免許
- 保育士資格

## 運営主体
- 学校法人簡野学園

## 沿革
- 1973年（昭和48年） - お茶の水女子大学指導、文部大臣指定幼稚園教諭養成機関として蒲田保育専門学校を開校
- 1976年（昭和51年） - 学校教育法の一部改正により、教育専修学校へ移行
- 1978年（昭和53年） - 新校舎落成
- 1986年（昭和61年） - 厚生大臣より保母養成機関の指定を受ける
- 1990年（平成2年）  - 蒲田女子高等学校附属幼稚園を本校附属幼稚園に変更
- 2009年（平成21年） - 校舎リニューアル工事完了
- 2013年（平成25年） - 開校40周年・研究紀要の発行
- 2014年（平成26年5月）- 学園がドイツ・カッセルにある保育者養成校エヴァンゲリシャス・フレーベルセミナー校と姉妹校締結
- 2014年（平成26年7月）- 文部科学省認定教員免許状更新講習を開講
- 2014年（平成26年9月）- 付属施設として大田区認定小規模保育所「蒲田保育専門学校ふぞく保育室」を開設
- 2016年（平成28年4月）- 付属施設として認可保育園である「蒲田保育専門学校ふぞく北糀谷保育園」を開園
- 2017年（平成29年）- 付属施設として認可保育園である「蒲田保育専門学校ふぞく糀谷駅前保育園」を開園
- 2019年（平成31年）- 付属施設として認可保育園である「蒲田保育専門学校ふぞく六郷保育園」を開園
- 2021年（令和３年）- 学園創立80周年
- 2022年（令和4年）- 簡野学園羽田幼児教育専門学校へ校名変更。

## 所在地・アクセス
東京都大田区本羽田一丁目4番1号
- 京急空港線糀谷駅 徒歩7分
- JR・東急蒲田駅東口から京急バス蒲40・蒲41・蒲42・蒲43系統15分「簡野学園」停留所下車

## 併設校
- 簡野学園ふぞく幼稚園
- 簡野学園ふぞく保育室
- 簡野学園ふぞく北糀谷保育園
- 簡野学園ふぞく糀谷駅前保育園
- 簡野学園ふぞく六郷保育園
- 簡野学園ふぞく東六郷保育園
- 簡野学園ふぞく仲六郷保育園
- 羽田国際高等学校（旧 蒲田女子高等学校）